# Jünglings- und Jungfrauenvereine

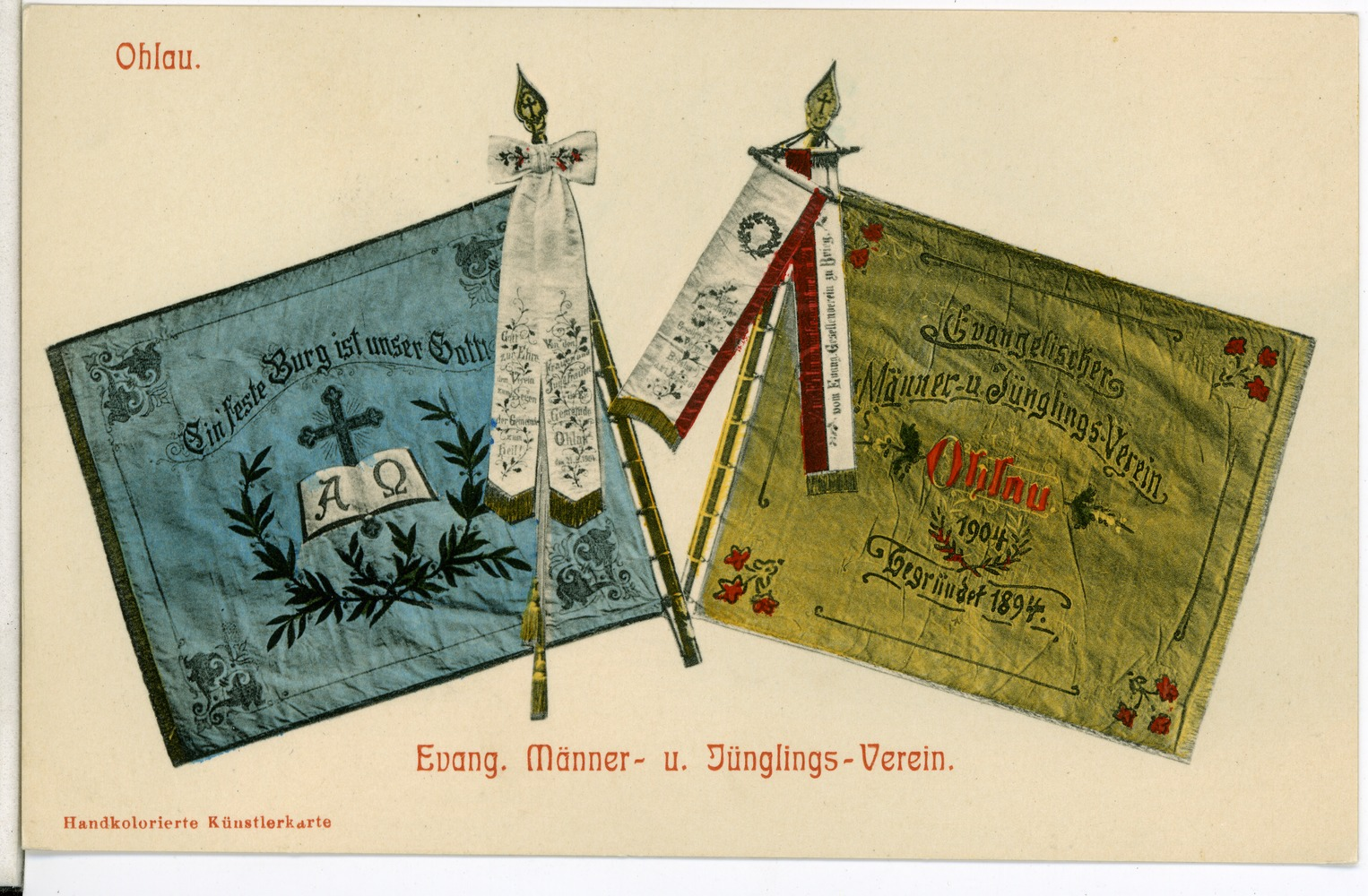
Fahnen aus Ohlau, Evangelischer Männer- und Jünglingsverein (1908)

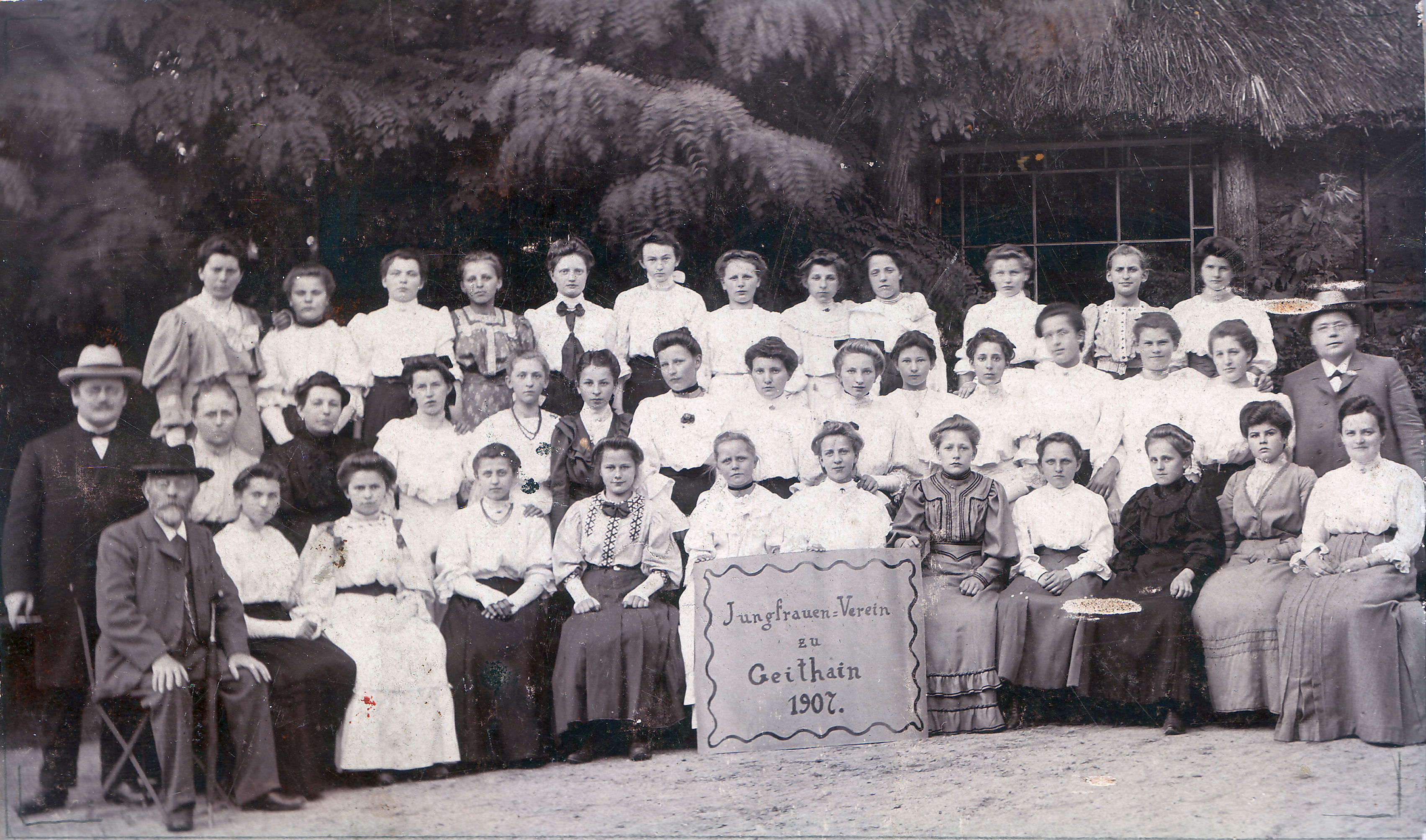
Jungfrauen-Verein zu Geithain, 1907

Jünglings- und Jungfrauenvereine wurden Anfang des 19. bis Anfang des 20. Jahrhunderts in vielen Orten Deutschlands gegründet. Diese Vereine entstanden im Zusammenhang mit der evangelischen Erweckungsbewegung. Es gibt und gab jedoch auch katholische Jünglings- und Jungfrauenvereine.

## Aufgaben
Jünglings- und Jungfrauenvereine dienten historisch religiösen und erzieherischen Zwecken. Sie waren meist konfessionell gebunden. Heute noch bestehende Vereine und Nachfolgeorganisationen betätigen sich auch im Brauchtum (wie Prozessionen, Fastnachtsbrauchtum) sowie im Sport.

## Nachfolgeorganisationen
- Christlicher Verein Junger Menschen